# Køge BK
A Køge BK, teljes nevén Køge Boldklub egy dán labdarúgócsapat. A klubot 1927-ben alapították, jelenleg a Sjællandsserienben szerepel.

## Története
A klub 1954-ben az első nem fővárosi csapat lett, amelynek sikerült megnyernie a bajnokságot. Ezt később, 1974-ben megismételte.
Már 2007-ben szóba került a később létrejövő egyesülés a Herfølge BK csapatával. Erre végül 2009. július 1-jén került sor, létrehozván ezzel a HB Køge csapatát.
A Køge 2009-ben csődbe ment, és három osztállyal lejjebb sorolták.

## Jelenlegi keret
| #  |      | Poszt | Név                   |
| -- | ---- | ----- | --------------------- |
| 1  | Irán | K     | Vahid Ghiasvand       |
| 2  | DEN  | V     | Martin S. Christensen |
| 3  | DEN  | V     | Martin Søndergaard    |
| 4  | BIH  | V     | Arman Mehaković       |
| 6  | DEN  | CS    | Andreas Bak           |
| 7  | DEN  | KP    | Glenn Marcher         |
| 8  | DEN  | KP    | Mads Villadsen        |
| 11 | DEN  | KP    | Lars Møller           |
| 12 | DEN  | KP    | Mark Jørming          |
| 14 | DEN  | KP    | Michael Kossmann      |

| #  |     | Poszt | Név                |
| -- | --- | ----- | ------------------ |
| 15 | DEN | V     | Philip Christensen |
| 16 | DEN | V     | Stefan Poulsen     |
| 17 | DEN | KP    | Chadi Tannoukhi    |
| 18 | LAT | V     | Aleksandrs Rošlovš |
| 19 | PAK | CS    | Hassan Bashir      |
| 20 | NGA | KP    | Ojiego Chimezie    |
| 21 | DEN | KP    | Mads Knudsen       |
| 28 | DEN | KP    | Waseem Alami       |
| 44 | DEN | CS    | Ismail Nielsen     |

## Ismertebb játékosok
| - Jon Dahl Tomasson - Søren Larsen - Casper Ankergren - Martin Retov - Jørgen Kristensen - Kim Madsen - Peter Skov-Jensen | - Scott Dann - Chris Sharpe - Prince Nana Takyi - André Schei Lindbæk - Kelvyn Igwe - Abdul Sule - Nenad Novaković |

## Külső hivatkozások
- Hivatalos weboldal